# Callicrates (cràter)

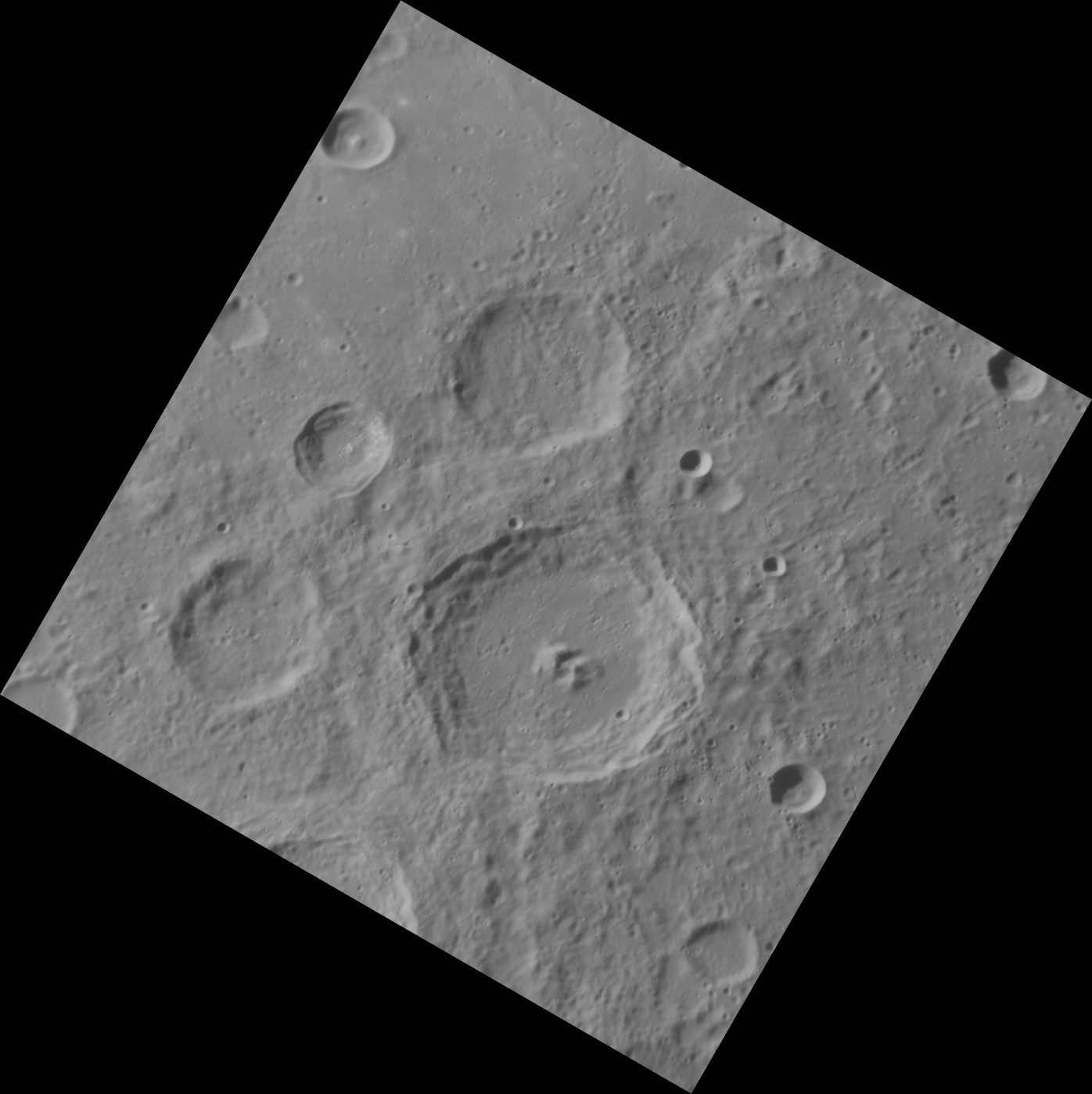
Imatge del cràter Callocrates des de la sonda Messenger.

Callicrates és un cràter d'impacte en el planeta Mercuri de 68 km de diàmetre. Porta el nom de l'arquitecte de l'antiga Grecia Cal·lícrates (segle v aC), i el seu nom va ser aprovat per la Unió Astronòmica Internacional el 1976.